# توشيكي كوشيما
توشيكي كوشيما (باليابانية: 久島 寿樹) (22 أبريل 1979 في طوكيو في اليابان – )؛ هو لاعب كرة قدم سابق كان يلعب كلاعب وسط.